# Matt Araiza
Matthew Ryan Araiza (San Diego, 16 maggio 2000) è un giocatore di football americano statunitense che milita nel ruolo di punter per i Kansas City Chiefs della National Football League (NFL).

## Carriera universitaria
Al college Araiza giocò a football a San Diego State dove nella prima stagione, nel 2018, fu la riserva del kicker John Baron II. Divenne titolare l’anno successivo, in cui segnò un record dell’istituto di 22 field goal su 26 tentativi, venendo nominato menzione onorevole della Mountain West Conference. Nel 2020 segnò 10 field goal su 14 nella stagione accorciata per la pandemia di COVID-19, venendo di nuovo nominato menzione onorevole della Mountain West. Iniziò a giocare anche come punter nel primo turno contro UNLV, calciando 5 punt a una media di 49,8 yard.
Nel 2021 giocò fu nominato punter titolare, oltre a giocare come kicker. Chiuse la stagione con una media di 51,19 yard per punt, battendo il record NCAA di Braden Mann  di Texas A&M del 2018 (50.98), guadagnandosi il soprannome di "Punt God" dai tifosi. Araiza affermò di non "amare necessariamente quel soprannome", pur riconoscendo si trattasse di un "grande complimento". A fine anno vinse il Ray Guy Award come miglior punter della nazione e divenne il secondo giocatore nella storia degli Aztecs a essere premiato unanimemente come All-American. In seguito annunciò la sua intenzione di passare tra i professionisti.

## Carriera professionistica

### Buffalo Bills
Araiza fu scelto dai Buffalo Bills nel corso del sesto giro (180º assoluto) del Draft NFL 2022. Fu il terzo punter scelto nel draft dopo due che furono scelti nel secondo giro. In estate fu nominato punter titolare della squadra, battendo la concorrenza del veterano Matt Haack. Durante l’ultima gara di pre-stagione non scese in campo poiché il giorno precedente era stato accusato di stupro di gruppo insieme a due compagni di San Diego State. Il 27 agosto fu svincolato. I Bills dissero di essere venuti a conoscenza delle accuse contro Araiza a luglio, dopo che era stato scelto nel draft.

### Kansas City Chiefs
Araiza firmò con i Kansas City Chiefs il 22 febbraio 2024, dopo che le accuse a suo carico furono fatte cadere. Riuscì a imporsi come punter titolare della squadra, che giunse fino al Super Bowl LIX, dove calciò 6 punt a una media di 51,8 yard l’uno, un record del Super Bowl, nella sconfitta con gli Eagles per 22-40.

## Palmarès
- American Football Conference Championship: 1

Kansas City Chiefs: 2024